# Ferrovia di Figueira da Foz
La ferrovia di Figueira da Foz (in portoghese Ramal da Figueira da Foz, detto anche Ramal de Pampilhosa) e in origine Linha da Beira Alta assieme al tratto Pampilhosa - Vilar Formoso, è una linea ferroviaria dismessa del Portogallo. Collegava la stazione di Figueira da Foz (termine della ferrovia dell'Ovest) alla stazione di Pampilhosa, all'intersezione tra le ferrovie del Nord e della Beira Alta. Aperta il 3 agosto 1882 fu chiusa il 5 gennaio 2009.

## Storia

### Prodromi
Il 3 agosto 1878 il governo portoghese firmò un accordo con la Société Financière de Paris per la costruzione e gestione di una ferrovia tra Pampilhosa e Vilar Formoso; questo condusse alla formazione della Companhia dos Caminhos de Ferro Portugueses da Beira Alta.
Già si ipotizzava un proseguimento da Pampilhosa a Figueira da Foz che convogliasse sul suo porto le merci delle aree attraversate ma il progetto entrava in conflitto con quello della Companhia Real dos Caminhos de Ferro Portugueses di raggiungere Figueira da Foz, in base ad un precedente accordo del 14 settembre 1859.
Quando fu bandito il concorso per la costruzione della Pampilhosa-Figueira da Foz, la Companhia della Beira Alta si offerse di realizzarlo con solo metà del contributo statale richiesto dalla Companhia Real, e il 30 agosto 1879 vi rinunciò del tutto ottenendo l'approvazione del parlamento il 19 gennaio 1880 e la ratifica il 31 marzo; il 10 agosto iniziarono i lavori. La Companhia Real tuttavia richiese l'intervento del Tribunale arbitrale il 7 ottobre dello stesso anno.

### Apertura al traffico
Il primo tronco della "Beira Alta" tra Pampilhosa e Vilar Formoso fu aperto al traffico il 1º luglio 1882; il collegamento tra Figueira da Foz e Pampilhosa fu inaugurato ufficialmente il 3 agosto; alla cerimonia prese parte il re Luigi I.
La tratta ferroviaria migliorò le relazioni viarie e commerciali tra Figueira da Foz, le Beira e la Spagna nonché le attività turistiche e balneari.

### Passaggio alla Companhia dos Caminhos de Ferro Portugueses
Il 2 maggio 1930 la Companhia dos Caminhos de Ferro Portugueses da Beira Alta stipulò un contratto di cessione della gestione e dei rotabili alla Companhia dos Caminhos de Ferro Portugueses. L'atto tuttavia divenne esecutivo solo il 28 febbraio 1946.

### Chiusura
Nel 2007 la ferrovia fu oggetto di alcuni interventi di ammodernamento.
Il 5 gennaio 2009 Rede Ferroviária Nacional chiuse al traffico l'intera linea per motivi di sicurezza, a causa dell'eccessiva usura dei binari, sostituendo i servizi ferroviari con autoservizi. Fu calcolato che la riattivazione avrebbe richiesto l'investimento di circa 35 milioni di euro.
A partire dal 1º dicembre 2012 Comboios de Portugal sospese anche i servizi sostitutivi su strada.
Nel marzo 2013 Rede Ferroviária Nacional iniziò ad asportare le rotaie e le traverse.

## Percorso
|  | Unknown route-map component "c" | Continuation backward | Unknown route-map component "c" | Unknown route-map component "d" |

| Unknown route-map component "STR+l" | Unknown route-map component "c" + Unknown route-map component "STR+r" | Unknown route-map component "vSHI1+l-STR+l" | Unknown route-map component "dCONTfq" | Unknown route-map component "c" |

| Straight track | Unknown route-map component "c" | Unknown route-map component "BHFSPLe" | Unknown route-map component "c" | Unknown route-map component "d" |

| Straight track | Unknown route-map component "c" | Continuation forward | Unknown route-map component "c" | Unknown route-map component "d" |

| Unknown route-map component "eABZg2" | Unknown route-map component "exSTRc3" |  |

| Non-passenger end station + Unknown route-map component "exSTRc1" | Unknown route-map component "exSTR+4" |  |

|  | Unknown route-map component "exHST" |

|  | Unknown route-map component "exHST" |

|  | Unknown route-map component "exHST" |

|  | Unknown route-map component "exHST" |

|  | Unknown route-map component "exHST" |

|  | Unknown route-map component "exBHF" |

|  | Unknown route-map component "exHST" |

|  | Unknown route-map component "exHST" |

|  | Unknown route-map component "exHST" |

|  | Unknown route-map component "exHST" |

|  | Unknown route-map component "exHST" |

|  | Unknown route-map component "exHST" |

|  | Unknown route-map component "exHST" |

|  | Unknown route-map component "exHST" |

|  | Unknown route-map component "exTUNNEL1" |

|  | Unknown route-map component "exHST" |

|  | Unknown route-map component "exHST" |

|  | Unknown route-map component "evSHI1+l-STR+l" | Unknown route-map component "CONTfq" |

|  | Unknown route-map component "evÜSTr" |

|  | Unknown route-map component "vKBHFe" |